# Tatort: Der Teufel
Der Teufel ist ein Fernsehfilm aus der Krimireihe Tatort. Der vom Bayerischen Rundfunk produzierte Beitrag wurde am 14. September 1997 im Ersten Programm der ARD erstgesendet.

## Handlung
Bei einem Routinestreifengang im Münchner Olympia-Einkaufszentrum wird auf den jungen und engagierten Polizeiobermeister Richard Ertl geschossen. Sein Kollege Christian versucht ihm noch zu helfen und muss dem Sterbenden versprechen eine Flasche wegzuwerfen. Das hat er zwar vor, aber überlegt es sich noch einmal, nachdem er in der vermeintlichen Milchflasche eine Tüte entdeckt, die möglicherweise Rauschgift enthält.
Batic und Leitmayr ermitteln und stellen fest, dass sich Ertl nicht ganz ordnungsgemäß verhalten hat und bei weitem nicht so ein „Superbulle“ war, wie seine Kollegen ihn darstellen möchten. Sie sind auch schnell von Presseleuten umgeben, die eine Sensationsmeldung wittern und den Täter sogleich als den „Teufel von München“ betiteln. Damit versetzen sie unweigerlich die Bevölkerung in große Besorgnis, denn der Mörder bewegt sich noch immer unerkannt in der Stadt.
Die Kugel, mit der Ertl erschossen wurde, ist ein Polizeikaliber. Batic und Leitmayr sehen sich die Überwachungsbänder des Einkaufszentrums an, können aber keine verdächtige Person entdecken. Allerdings spricht Ertl offensichtlich mit jemandem, woraus ersichtlich ist, dass er seinen Mörder gekannt haben muss.
Christian verstrickt sich derweil immer mehr in die lebensgefährlichen Machenschaften, die sein Kollege begonnen hat. Er ist unsicher, was er tun soll und traut sich mit niemandem zu reden. Auch nicht mit seinem Dienststellenleiter Rudolf Lehner oder seiner Kollegin Margret, die er sehr gern mag. Unbewusst handelt er damit richtig, denn sein Chef ist selber in die Drogengeschichte verstrickt, was er zu diesem Zeitpunkt nicht ahnen kann. Drogenfahnder Stein erscheint sogar bei Lehner auf dem Revier um ihm mitzuteilen, dass er die große Drogenmenge, die Ertl hatte, noch nicht gefunden hat.
Batic und Leitmayr fällt auf, dass Ertl über seine finanziellen Verhältnisse gelebt hat. Auch mit seinem Komparsenjob beim Film, kann er den Zusatzverdienst nicht erwirtschaftet haben. Von Rudolf Lehner erhalten sie verständlicherweise keine sachdienlichen Hinweise zu Ertls Geldquelle. Im Gegenteil, er informiert sich bei Carlo Menzinger über den Ermittlungsstand und erfährt so, dass es einen möglichen Zeugen gibt. Als dieser befragt werden soll, benimmt der sich auffällig und wird von der Öffentlichkeit sogleich als der Mörder gesehen. Batic und Leitmayr kennen ihn allerdings und wissen, dass er leicht verwirrt ist. Als er die Beamten mit einer Pistole bedroht, wird er angeschossen. Den Ermittlern ist jedoch klar, dass damit ihr Fall noch nicht gelöst ist.
Carlo Menzinger hat herausgefunden, dass vor einiger Zeit Ertl und Kollege Stein von der Drogenfahndung 10 kg Heroin sichergestellt hatten. Batic und Leitmayr kommen indessen immer mehr zu der Erkenntnis, dass Ertls Kollege Christian mehr weiß, als er zugibt. Nachdem er von den Ermittlern sogar verdächtigt wird, bei Ertls Machenschaften beteiligt zu sein, vertraut er sich seinem Chef Lehner an. Dem Gegenüber verrät er auch, dass das restliche Heroin bei Ertls Freundin versteckt wäre. Unter dem Vorwand ihm helfen zu wollen, schickt er Christian los, das Rauschgift zu ihm zu bringen. Während Christian brav tut, was sein Vorgesetzter ihm rät, benachrichtigt dieser Batic und Leitmayr, um seinen jungen Kollegen zu verraten. Gemeinerweise hatte sogar weiteres Heroin und die Tatwaffe in dessen Wohnung verstecken lassen, sodass alles gegen ihn spricht und er unter dringendem Tatverdacht festgenommen werden soll.
Für Batic und Leitmayr weist vieles zu direkt auf den jungen Kollegen und bei genauerer Betrachtung gibt es einige Indizien, die für sie nicht ins Bild passen. So gerät Rudolf Lehner immer mehr ins Visier der Ermittler und sie finden heraus, dass er mit Stein von der Drogenfahndung jahrelang bekannt ist. Als sie Stein in dessen Wohnung aufsuchen wollen, kommen sie gerade dazu, wie Lehner Christian erschießen will. Diesen hatte er zu Stein bestellt und nachdem er diesen brutal erschossen hat, wollte er diesen Mord auch noch Christian unterschieben. Zu dessen Glück erscheinen Batic und Leitmayr, die Lehners falsches Spiel durchschaut hatten. Schwer verletzt finden sie Christian und während sie sich um ihn kümmern, ergreift Lehner die Flucht. Er kann gestellt werden und wird festgenommen.
Christian gegenüber hatte Lehner zugegeben, dass er zusammen mit Stein und Ertl sein spärliches Polizistengehalt etwas aufgebessert hatte. Bei dem Drogenfund seinerzeit hatten sie nicht alles abgeliefert und machten zusammen eigene Geschäfte. Ertl wurde jedoch zu gierig und wollte sie erpressen, deshalb hatte Stein ihn erschossen.

## Rezeption

### Einschaltquote
Die Erstausstrahlung von Der Teufel am 14. September 1997 wurde in Deutschland von 7,22 Millionen Zuschauern gesehen und erreichte einen Marktanteil von 21,0 % für Das Erste.

### Kritik
„Ein bemerkenswertes Ensemblestück mit starken Figuren und ebenso bemerkenswerten, weitgehend unbekannten Gesichtern.“